# Stazione di Kyōdō
La stazione di Kyōdō (経堂駅?, Kyōdō-eki) è una stazione ferroviaria di Tokyo che si trova a Setagaya servente la linea Odakyū Odawara delle Ferrovie Odakyū.

## Linee
Ferrovie Odakyū
● Linea Odakyū Odawara

## Struttura
La stazione, che si trova su una tratta a quattro binari, dispone di due marciapiedi laterali con quattro binari centrali passanti su viadotto, di cui due adibiti al servizio viaggiatori, e due per i treni non fermanti in questa stazione.
| 1 | ● Linea Odakyū Odawara | per Machida, Hon-Atsugi, Odawara, Hakone-Yumoto, Karakida e Katase-Enoshima |
| 2 | ● Linea Odakyū Odawara | per Shinjuku e linea Chiyoda                                                |

## Stazioni adiacenti
| «                                 | Servizio                        | »                    |
| Linea Odakyū Odawara              | Linea Odakyū Odawara            | Linea Odakyū Odawara |
| --------------------------------- | ------------------------------- | -------------------- |
| Gōtokuji                          | Locale                          | Chitose-Funabashi    |
| Shimo-Kitazawa                    | Semiespresso                    | Chitose-Funabashi    |
| Shimo-Kitazawa                    | Semiespresso pendolare Espresso | Seijōgakuen-mae      |
| Tutti gli altri treni non fermano |                                 |                      |